# Bisdom Juína
Het bisdom Juína (Latijn: Dioecesis Iuinensis) is een rooms-katholiek bisdom met als zetel Juína, in Brazilië. Het bisdom is suffragaan aan het aartsbisdom Cuiabá.

## Geschiedenis
Het bisdom werd opgericht op 23 december 1997, uit delen van de bisdommen Diamantino en Ji-Paraná.

## Parochies
Het bisdom had in 2021 een oppervlakte van 129.078 km2 en telde 175.346 inwoners waarvan 64,0% rooms-katholiek was.

## Bisschoppen
- Franco Dalla Valle (23 december 1997 - 2 augustus 2007)
  - Mílton Antônio dos Santos (apostolisch administrator: 2 augustus 2007 - 12 november 2008)
- Neri José Tondello (12 november 2008 - heden)

Cuiabá (aartsbisdom) · Barra do Garças · Diamantino · Juína · Primavera do Leste-Paranatinga · Rondonópolis-Guiratinga · São Félix (territoriale prelatuur) · São Luíz de Cáceres · Sinop